# عريعرة
عريعرة هي هجر قديمة تقع في الجهة الشرقية من الأحساء، تتبعُ لمحافظة الأحساء في المنطقة الشرقية في المملكة العربية السعودية.

## الموقع
تقع عريعرة طريق الدمام - الرياض والأحساء في المنطقة الشمالية. تبعد عن الدمام 130 كيلومترًا من جهة الشمال الغربي، وتبعد أيضًا عن محافظة الأحساء 100 كيلومترًا. تقع عريعره في منخفض أرضي، يقع علي جانب عريعرة من جهة الجنوب الغربي جبال الحمراء.

## أصل التسمية
ترجع التسمية إلي حاكم دولة بني خالد في القرن السابع عشر الأمير عريعر بن دجين ال حميد من قبيلة بني خالد، وهم سكان الهجر قديمًا.

## السكان
بلغ عدد سكان عريعرة ومتالع 6 ألاف نسمة في عام 2006.

## الأحياء
تنقسم عريعرة إلي حيين سكنيين وهما حي عريعرة، وحي متالع.

## المرافق
توجد في عريعرة مدرستان للمرحلة الأبتدائية، ومدرستان للمرحلة المتوسطة، ومدرستان للمرحلة الثانوية للبنين، كما يوجد مركز عريعرة ويخدم عريعرة ومتالع، ويوجد فرع لبلدية عريعرة، ويوجد أيضًا مركز شرطة، وتتوفر في الهجر مستشفى الأمير سلطان بن عبد العزيز، وتقع المستشفي علي تقاطع الطريق الواصل بين الدمام - الرياض السريع وطريق الشمال الدولي الرابط بين السعودية والإمارات العربية المتحدة.